# Халисдемир, Омер
Омер Халисдемир (тур. Ömer Halisdemir, 20 февраля 1974 — 16 июля 2016) — турецкий военнослужащий, который во время попытки военного переворота в Турции в 2016 году застрелил мятежного генерала Семиха Терзи. Благодаря этому удалось предотвратить захват мятежниками штаб-квартиры турецкого спецназа. Поступок Халисдемира считается одной из главных причин неудачи попытки переворота.

## Биография

### Ранняя жизнь
Родился 20 февраля 1974 года в семье Хасана Хюсейина Халисдемира и его жены Фадимеаны в городе Чукуркую, помимо Омера, в семье было ещё шесть детей. Детство провёл в родном городе. Во время учёбы в школе после уроков работал пастухом. После окончания средней школы поступил и окончил профессиональное училище в Нигде. Затем Халисдемир сдал экзамены на поступление в полицейскую академию, но решил не учиться в ней, поскольку хотел стать солдатом. Поэтому он поступил в училище по подготовке младших офицеров, находящееся в Анкаре.
Был женат на Хатидже Халисдемир, у них была дочь Элифнур и сын Доган Эртугрул.

### Военная служба
В 1999 году в качестве младшего офицера поступил в армию. Проходил службу в городе Ширнак, находящемся в юго-восточной части Турции, а также Северном Ираке и Афганистане. Получил звание старшего сержант-майора (тур. Astsubay Kıdemli Başçavuş). В ходе прохождения воинской службы нареканий не имел, неоднократно награждался военными знаками отличия. Его последним местом службы стала находящаяся в Анкаре штаб-квартира турецкого спецназа. Там он служил штаб-сержантом при генерал-майоре Зекая Аксакаллы, под руководством которого он служил долгое время.

### Попытка переворота
В ночь на 15 июля 2016 года в Турции произошла попытка военного переворота. В ходе неё мятежники остановили служебную машину, на которой ездил генерал-майор Зекаи Аксакаллы, но ему удалось скрыться. Аксакаллы удалось узнать, что мятежный бригадный генерал Семих Терзи намерен захватить штаб-квартиру спецназа ВС Турции. Аксакаллы удалось связаться с Халисдемиром, и приказать ему воспрепятствовать Терзи. После получения приказа Омер спрятался среди деревьев, растущих на переднем дворе штаб-квартиры. 16 июля примерно в 02:16 неподалёку от штаб-квартиры приземлился вертолёт, на котором летел Терзи. Выйдя из вертолёта, бригадный генерал Терзи в сопровождении 10 вооружённых солдат и офицеров направился ко входу в здание штаб-квартиры спецназа. Халисдемир вышел из укрытия и присоединился к военным, направлявшимся с Терзи к зданию. Приблизившись к Терзи, Халисдемир достал пистолет и трижды выстрелил ему в голову. Затем Омер попытался скрыться, но майор Фатих Шахин начал палить по нему, нанеся 12 пулевых ран в спину. После этого лейтенант Михрали Атмаджа, заметив, что Халисдемир всё ещё жив, выстрелил ещё раз, убив его. Генерал Терзи был доставлен на вертолёте в военный госпиталь, но спасти его мятежникам не удалось. Убийство Терзи Халисдемиром спутало планы мятежников. Все события перед входом в штаб-квартиру спецназа. были сняты камерами видеонаблюдения.
Позднее отец Халисдемира сказал: «Мой сын служил под руководством генерала Терзи пять лет, и Терзи считал, что легко сможет захватить штаб-квартиру, в которой он находился».
Попытка переворота закончилась неудачно, поскольку встретила яростное сопротивление по всей стране. Последние очаги сопротивления мятежников были подавлены утром 16 июля. Мятежные военные, пытавшиеся захватить штаб-квартиру спецназа, были арестованы. Суд над 17 мятежными офицерами начался 20 февраля 2017 года. Им грозит пожизненное заключение.
17 июля 2016 года Омер Халисдемир был похоронен в своём родном городе Чукуркую. На его похороны пришли множество высокопоставленных лиц и обычных граждан.

## Память
В память о подвиге Халисдемира на месте его гибели на переднем дворе штаб-квартиры турецкого спецназа был воздвигнут монумент.
Турецкое общество с симпатией относится к Халисдемиру, множество людей посещают его могилу дабы почтить память.
В его честь были названы множество школ, парков и общественных мест, а также университет Нигде, лицей в Этимесгуте, средняя школа в Юнусемре, начальная школа в Кахраманмараше, лицеи имам-хатыбов в Измире, Йенимахалле, и Чекмекёе, а также улица в Анкаре, ранее носившая имя Ирфана Баштуга, одного из членов Комитета национального единства, совершившего в 1960 году государственный переворот.